# Alexandre Volkov (cosmonaute)
Pour les articles homonymes, voir Aleksandr Volkov et Volkov.
Alexandre Alexandrovitch Volkov (en russe : Александр Александрович Волков) est un cosmonaute de citoyenneté soviétique et de nationalité russe, né le 27 mai 1948 à Gorlovka en Ukraine.

## Biographie
Alexandre Volkov a un fils, Sergueï Volkov, qui est également un cosmonaute russe.

## Vols réalisés
- Le 17 septembre 1985 : Volkov s'envole à bord de Soyouz T-14, en tant que membre de la mission Saliout 7 – EO-4-2. Il revient sur Terre le 21 novembre 1985.
- Le 26 novembre 1988 : il s'envole à bord de Soyouz TM-7, en tant que membre de la mission Mir EO-4. Il revient sur Terre le 27 avril 1989.
- Le 2 octobre 1991 : il s'envole à bord de Soyouz TM-13, en tant que membre de la mission Mir EO-10. Il revient sur Terre le 25 mars 1992.

## Nationalité
L'histoire retiendra, entre autres, de lui qu'il fut, à ce jour, un des deux seuls spationautes (avec Sergueï Krikaliov) ayant changé de nationalité en cours de vol. En effet, parti le 18 mai 1991 sur le vol Soyouz TM-12 en tant que citoyen de l'Union soviétique, il atterrit le 25 mars 1992 en tant que citoyen russe de la CEI, l'URSS ayant été entre-temps dissoute,.